# 羅特巴赫河 (紹斯巴赫河支流)
48°54′24″N 13°35′46″E / 48.906736°N 13.595985°E

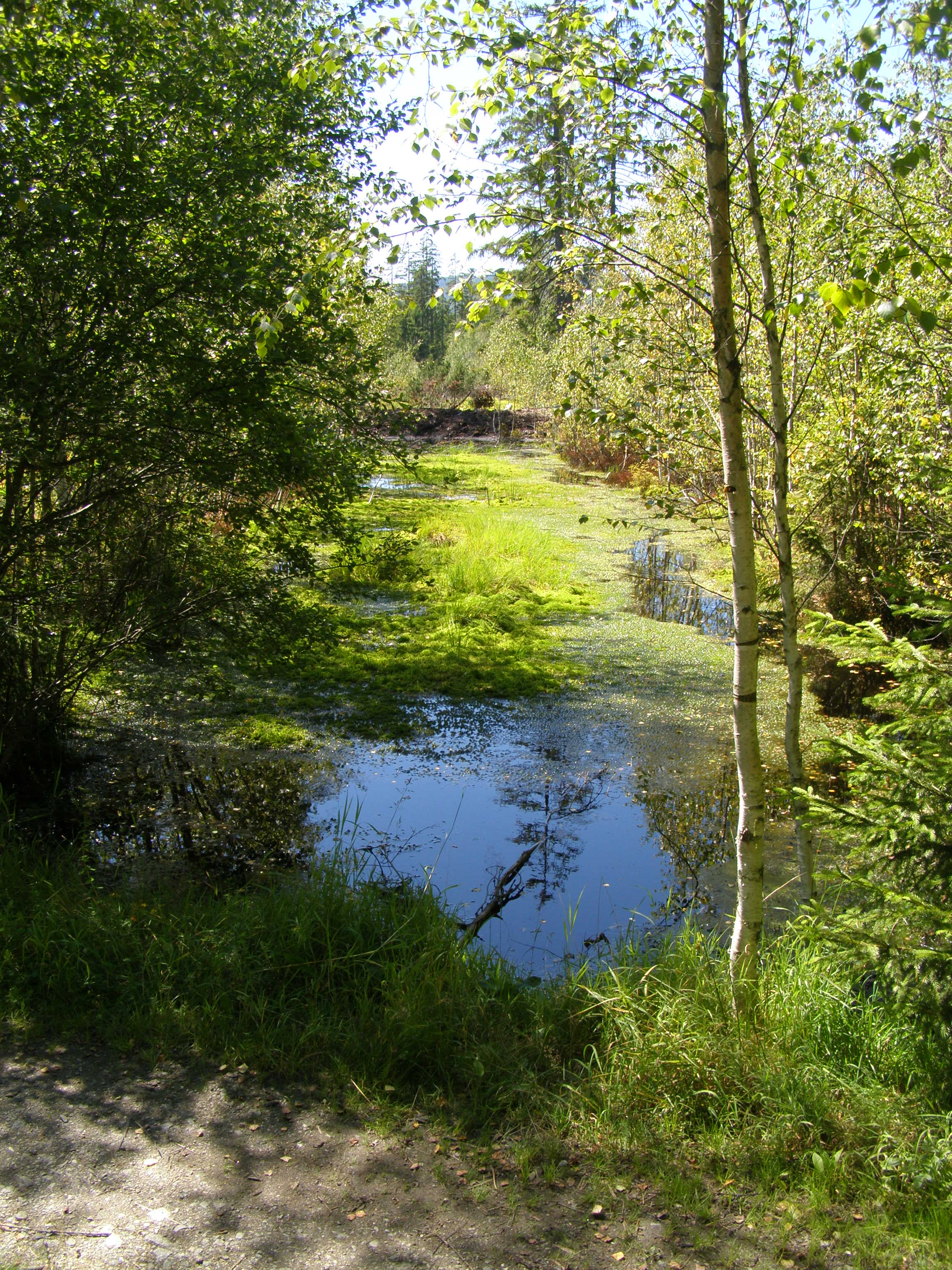

羅特巴赫河是德國的河流，位於該國東南部，由巴伐利亞負責管轄，屬於紹斯巴赫河的右支流，河道全長6.1公里，流域面積6.4平方公里，流經弗賴翁-格拉弗瑙縣。